# John Whittaker
John Whittaker (ur. 7 czerwca 1945 w Oldham) – brytyjski polityk, fizyk i ekonomista, deputowany do Parlamentu Europejskiego w latach 2004–2009.

## Życiorys
Z wykształcenia fizyk, w 1980 uzyskał stopień naukowy doktora. W 1982 ukończył także studia z zakresu ekonomii. Był nauczycielem akademickim, pracował także w biznesie, publikował artykuły poświęcone gospodarce i polityce pieniężnej. W 1996 został wykładowcą ekonomii na Lancaster University.
Zaangażował się w działalność Partii Niepodległości Zjednoczonego Królestwa (UKIP), był (od 2006 do 2008) jej formalnym przewodniczącym. W 2004 z ramienia tego ugrupowania uzyskał mandat posła do Parlamentu Europejskiego VI kadencji. W PE przystąpił do grupy Niepodległość i Demokracja, pracował w Komisji Gospodarczej i Monetarnej. Kadencję zakończył w 2009.